# Bellingham, Massachusetts
Bellingham är en ort i Norfolk County i delstaten Massachusetts, USA.